# Castell Coch
Il Castell Coch ("Castello Rosso", in lingua gallese) è un castello del villaggio gallese di Tongwynlais, nei dintorni di Cardiff, costruito nella forma attuale in stile gotico-vittoriano tra il 1875 e il 1890 ca. su progetto dell'architetto William Burges (progettista anche del Castello di Cardiff) e per volere di John Crichton-Stuart, III marchese di Bute sulle rovine di una preesistente fortezza del 1240-1265 ca. fatta costruire dal normanno Gilberto di Clare, VII conte di Gloucester.
Deve il proprio nome alla particolare colorazione delle sue mura.
L'edificio è attualmente gestito dal Cadw.

## Ubicazione
Il castello si trova in cima ad una collina che dà sul villaggio di Tongwynlais (5 miglia a nord-ovest del centro di Cardiff), immerso tra i faggi.

## Caratteristiche
Il castello si caratterizza per i tetti aguzzi e per gli interni fiabeschi, con muri e soffitti riccamente dipinti.

## Punti d'interesse

### Sala dei banchetti
La stanza, a pianta ottagonale, presenta pareti dipinte con scene delle fiabe di Esopo e un soffitto decorato disegni che raffigurano uccelli e stelle.

### Camera da letto di Lady Bute
La stanza presenta delle pareti con 28 pannelli che raffigurano delle scimmie.

Nella stanza si trova inoltre un letto a baldacchino con sfere di cristallo sulle colonne.

## Galleria d'immagini

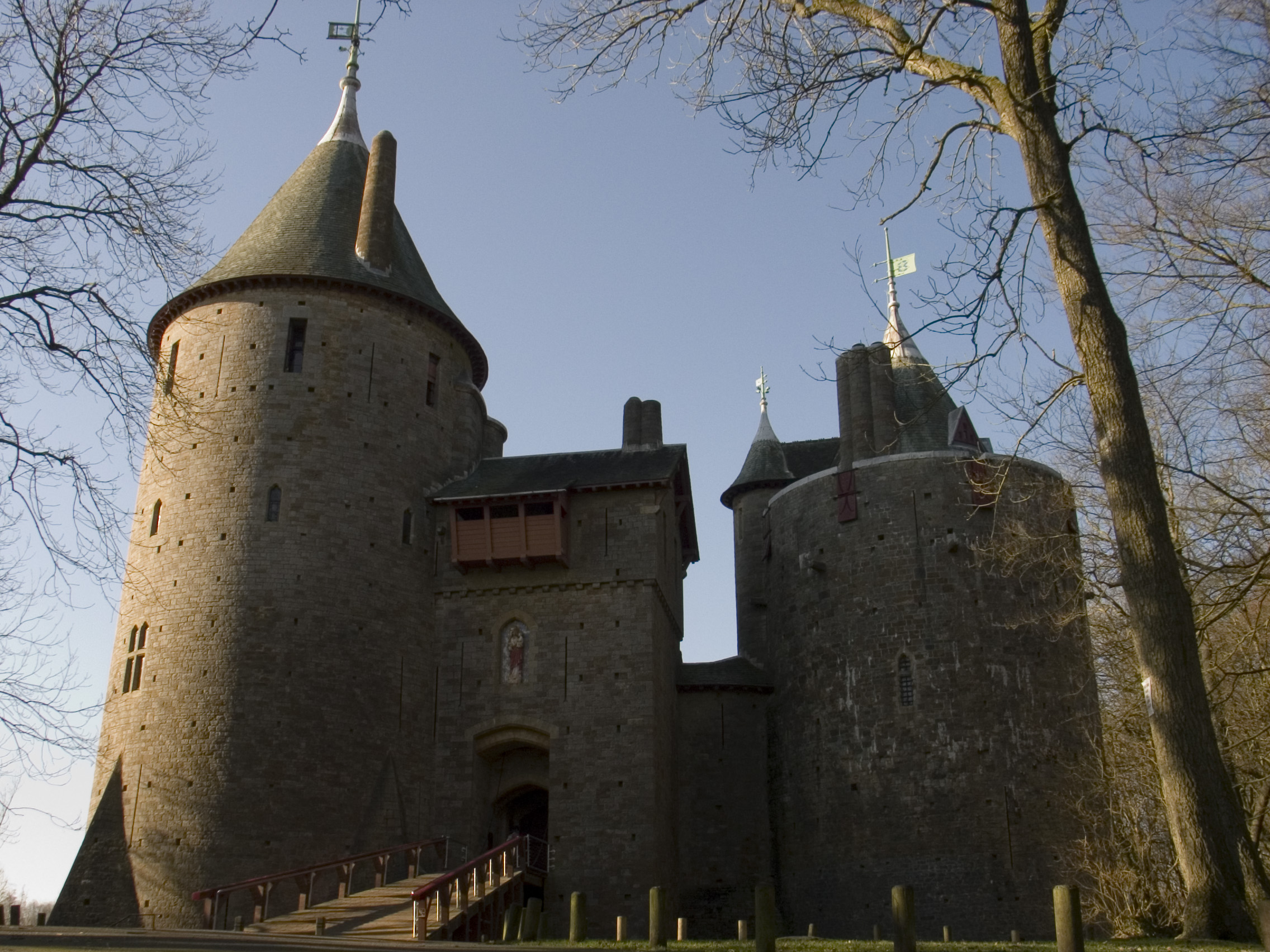
L'entrata principale del castello
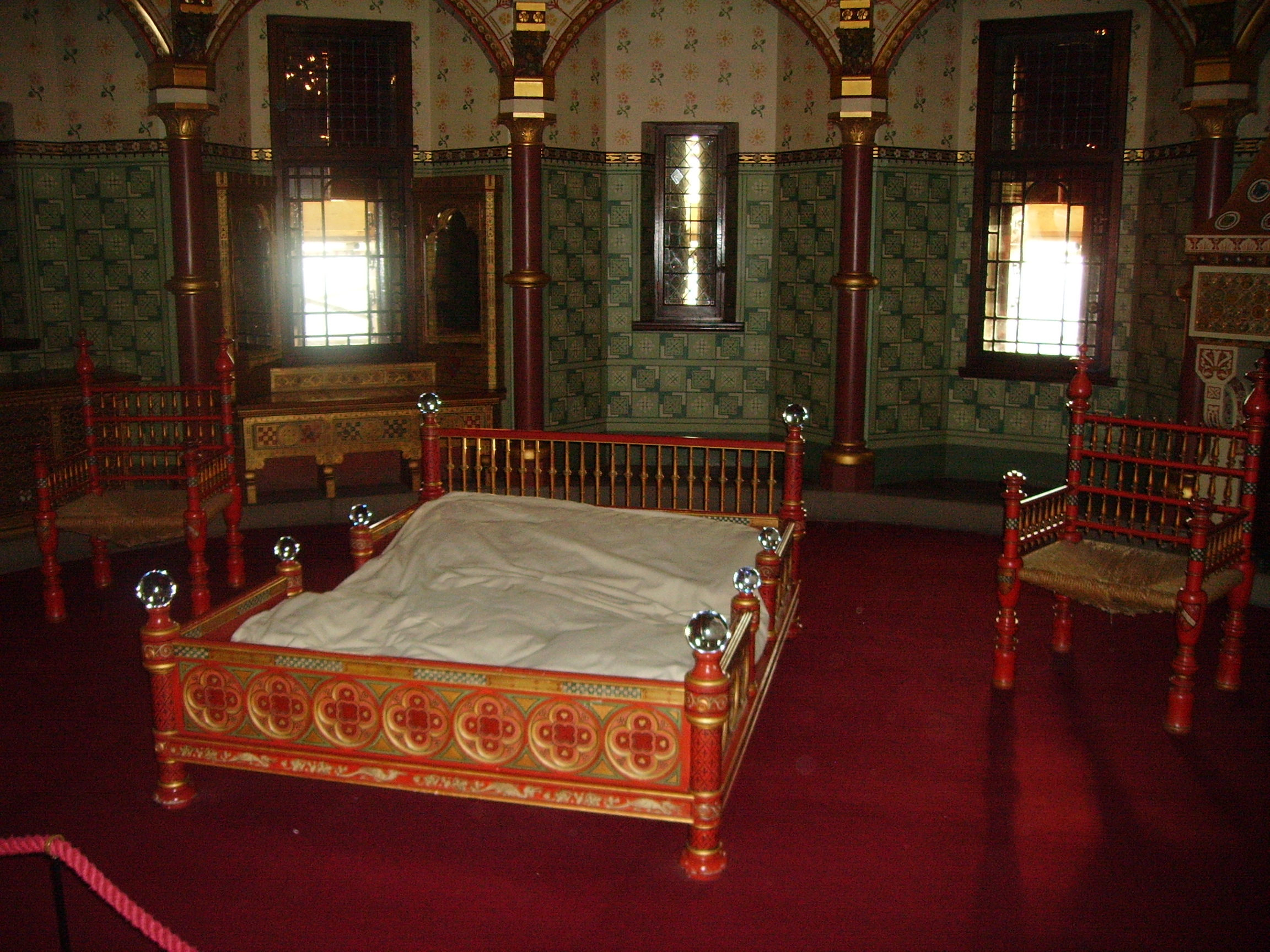
Castell Coch: la camera da letto di Lady Bute
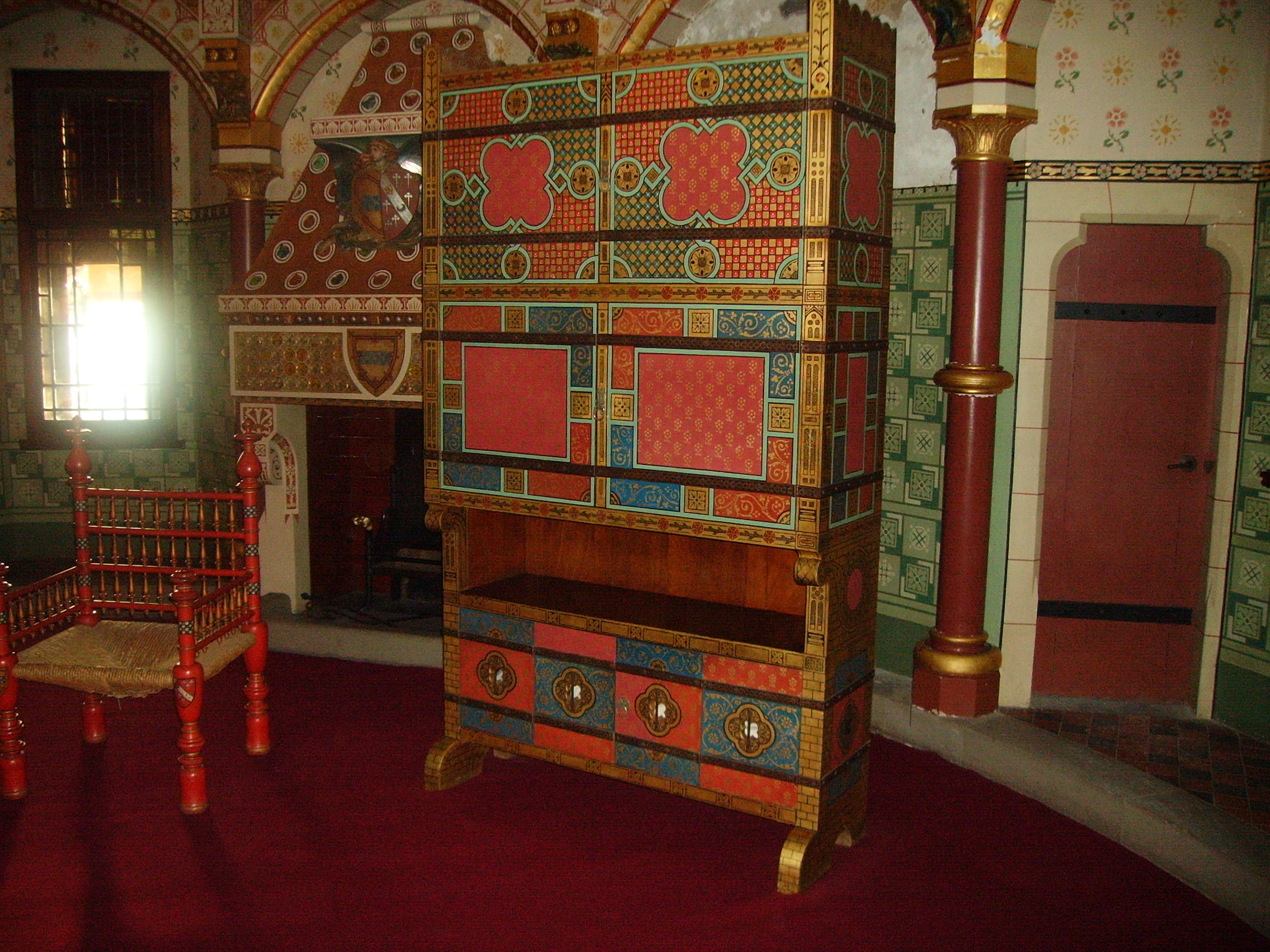
Particolare della camera da letto di Lady Bute
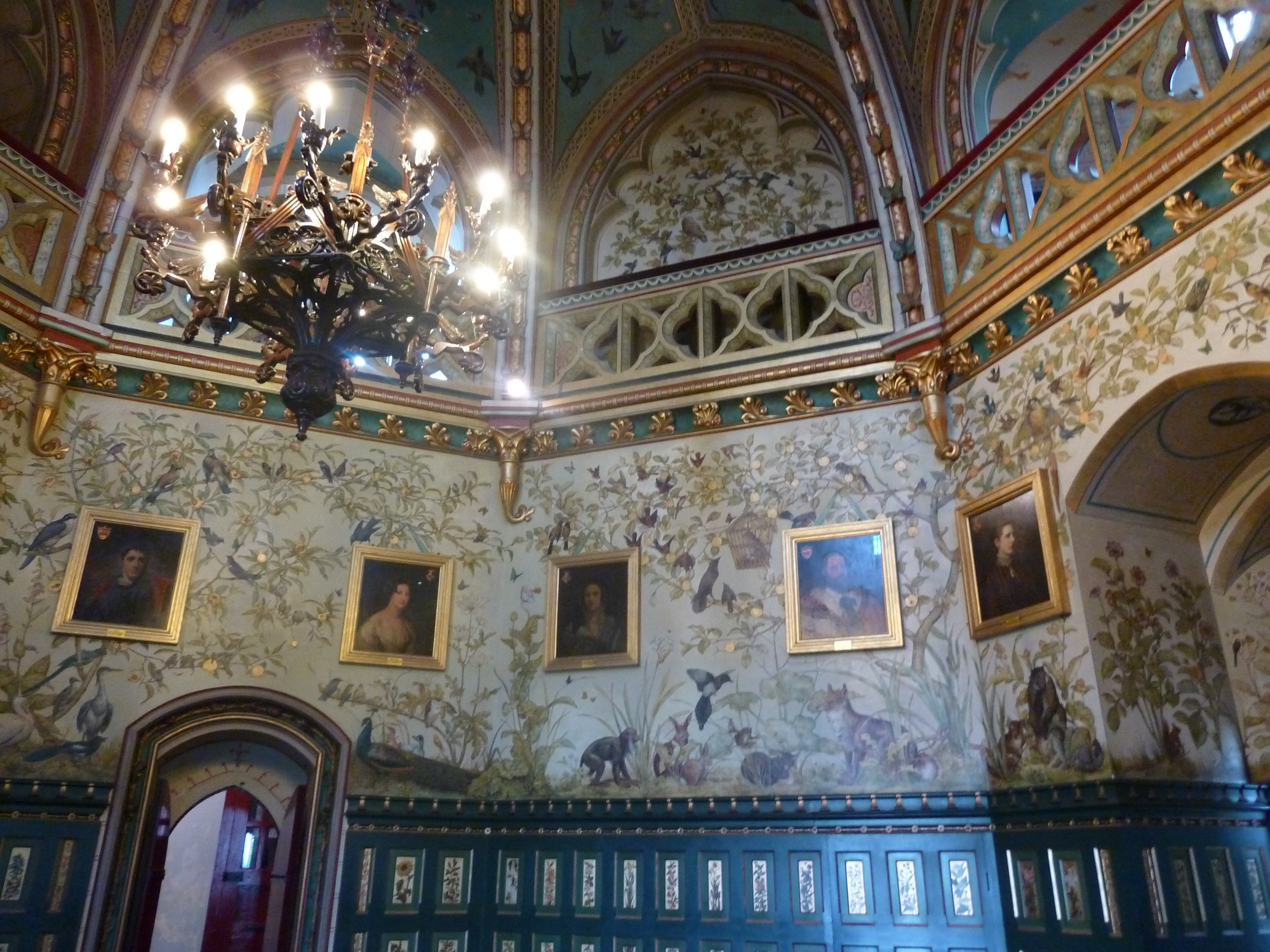
Pareti della stanza dei disegni
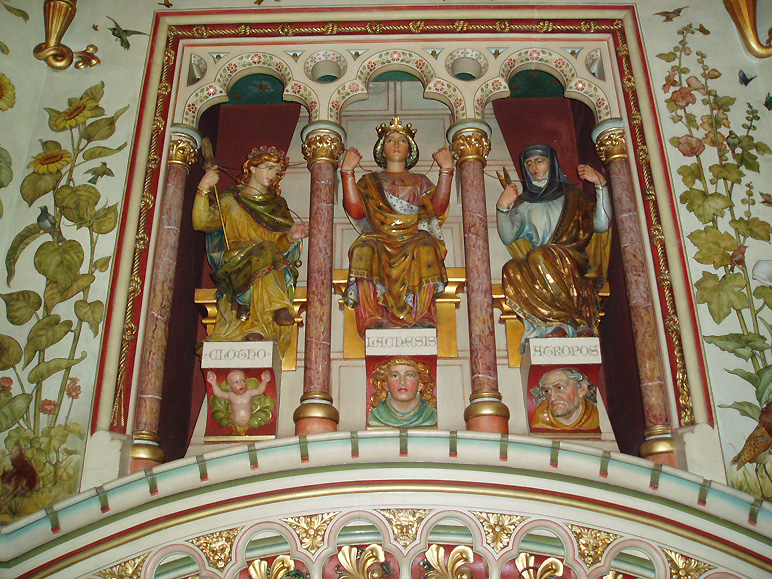
Decorazione interna: Le tre parche (Clòto, Làchesi e Àtropo)